# Сіверське озеро

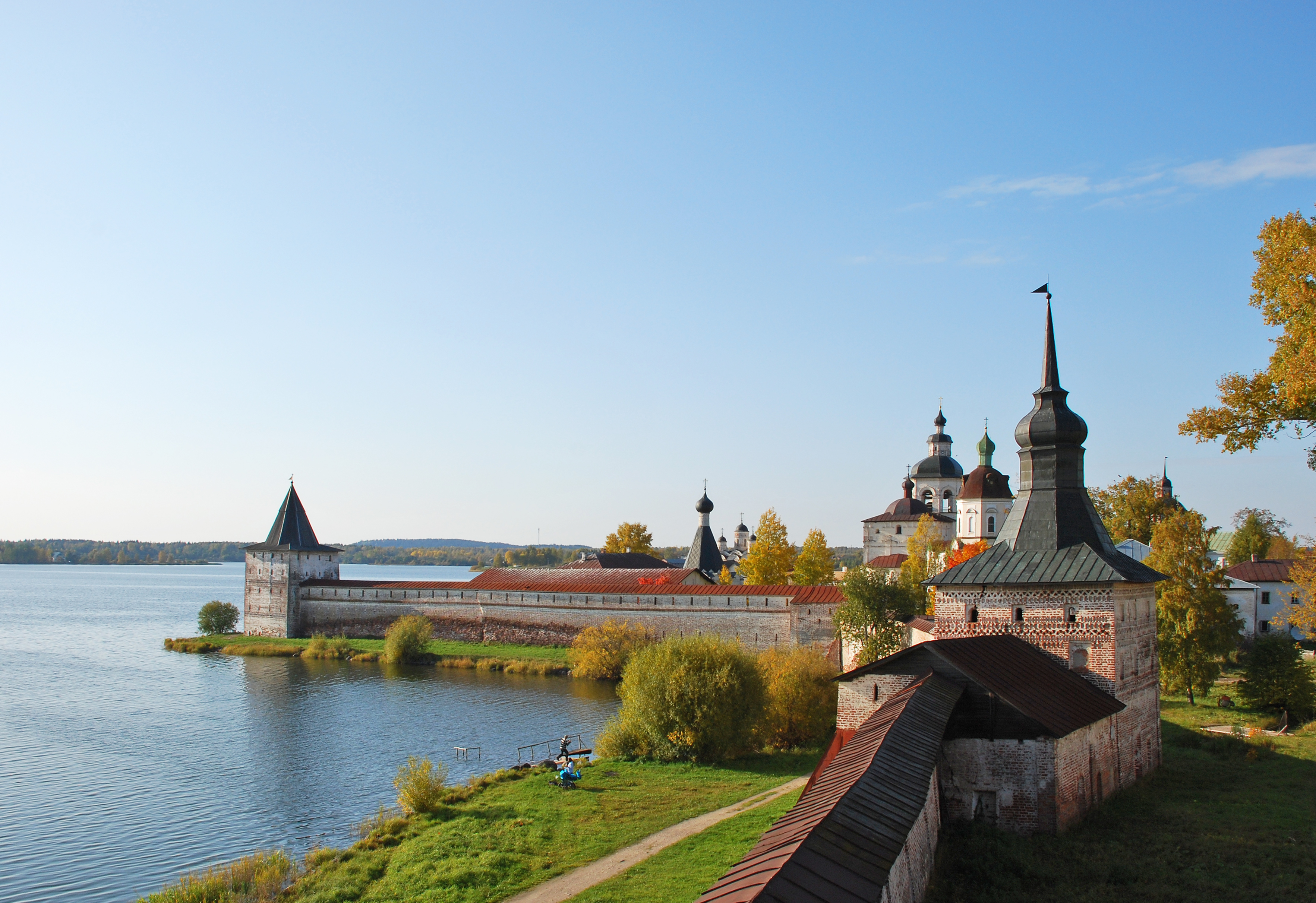
Вид на озеро та Кирило-Білозерський монастир

Сіверське озеро (рос. Сиверское озеро) — озеро в Кириловському районі Вологодської області Росії. 
Весь північний берег озера та більшу частину східного займає місто Кирилов. Площа поверхні озера — 9,57 км² (за іншими даними — 7,44 км²), площа водозбору — 112 км². Лежить на висоті 116,6 метра над рівнем моря. Довжина берегової лінії — 21 кілометр, розміри — 6,6 на 3 кілометри. Максимальна глибина — 26 метрів, середня — 9,1. Обсяг води — 89,7 млн м³.

## Назва
Назва озера неодноразово вживається в ряді письмових джерел XV—XVII століть у формах Сіверське, Шіверске, Северське. Ймовірно, назва походить від фінської Süvä/järv, де süvä означає «глибина», а järv — озеро, разом — «глибоке озеро». Пізніше назва русифікувалася в процесі асиміляції вепського населення. Затока біля монастиря (з півдня) називається Лохта, ця назва теж має або вепське, або лопарске коріння, з мов цих народів перекладається як «затока».

## Історія
З XIX століття входить до складу Північно-Двінського каналу, який в XIX столітті називався каналом Олександра Вюртембергского. Топорнінскій канал з'єднує озеро з Волго-Балтійським водним шляхом, а Кузьмінський канал — з озером Покровським. До останньої чверті XX століття існував ще один канал (річка Копанка), який з'єднував Сіверське озеро з Лунським, але був засипаний. Канал дав назву прилеглої частини міста Кирилова — Копань.

## Опис
Озеро має довгасту форму, воно витягнуто з північного заходу на південний схід-південь. Є кілька островів, переважно в центральній і південній частинах. Острови часом покриваються водою внаслідок підняття рівня в системах каналів (рівень озера з початку XIX століття піднявся приблизно на метр). На одному з островів, згідно з легендою, знаходився хрест, поставлений святим Кирилом (швидше за все, це острів навпроти монастиря, приблизно за півкілометра від берега).
Озеро належить до Верхнєволжського басейнового округу.
Озеро знаходиться на території національного парку «Російська Північ». На Городецькому мису, навпроти монастиря (через затоку Лохта), знаходиться адміністрація парку.
Озеро виникло в період останнього льодовикового періоду і має льодовикове походження. У той період з'явилися й інші озера каскаду, який витягнувся з півночі на південь. Зараз зв'язок озер у каскаді через загальні екологічні проблеми погіршуються.
Дно піщане. Береги місцями заболочені, покриті заростями очерету. У озері водяться лящ, судак звичайний, плітка, щука, в'язь, минь річковий, окунь звичайний і йорж звичайний. Середня температура січня поблизу озера становить -11° С, а середня температура липня — близько 17° С.
В озеро впадає лише річка Свіяга, яка з'єднує озера Сіверське і Довге.
Після вбудовування озера в Північно-Двінська водну систему рівень води істотно зріс, що створило ряд проблем: заболочування берегів, труднощі збереження пам'яток Кирило-Білозерського монастиря, заболочування і практичне зникнення річки Свіяги і ряд інших.

## Населені пункти на берегах озера
- Кирилов
- Бозіно
- Мітіно
- Бахличево
- Тихоново
- Шиляково